# Lindach (Fürstenfeldbruck)
Lindach ist ein Gemeindeteil von Fürstenfeldbruck im oberbayerischen Landkreis Fürstenfeldbruck.

## Lage
Das Dorf liegt circa zwei Kilometer nördlich von Fürstenfeldbruck. Östlich führt eine Gemeindestraße zur nahen Staatsstraße 2054.

## Geschichte
Lindach wurde 819 als „Lintacha“ erstmals erwähnt. Im Jahr 1440 ist ein Dorfgericht des Klosters Ettal überliefert. 1746 gelangte Lindach vom Kloster Ettal im Tausch zum Kloster Fürstenfeld und bildete danach einen Teil der Hofmark Maisach.
Bis zur Gebietsreform in Bayern ein Gemeindeteil der Gemeinde Malching, gehört Lindach seit deren Auflösung im Jahr 1978 zu Fürstenfeldbruck.

## Baudenkmäler
- Katholische Kapelle St. Rupert

## Struktur
Lindach ist landwirtschaftlich strukturiert, es gibt keine Siedlungsgebiete.